# Marek Bieńczyk
Marek Bieńczyk est un chercheur, écrivain et traducteur polonais né le 6 juillet 1956 à Milanówek, non loin de Varsovie.

## Biographie
Marek Bieńczyk est un romancier, auteur d'essais, chroniqueur œnologique, traducteur en polonais d'œuvres en français de Kundera, de Barthes et de Cioran. 
Il a fait des études de philologie romane (langue et littérature française) à l'université de Varsovie. 
Il est chercheur en histoire de la littérature à l'Institut de recherches littéraires de la PAN. Il donne également des conférences en études littéraires et artistiques à l'université Jagellonne de Cracovie. Il participe à la rédaction du trimestriel "L'Atelier du Roman". Il est spécialiste de la littérature polonaise de la période romantique et de la France contemporaine. 
Il est membre de la FIJEV (Fédération internationale des journalistes et écrivains du vin & des spiritueux) et coopère avec le Collegium Vini de Cracovie. Il a publié des chroniques et des ouvrages sur le vin dans le Magazine de Gazeta Wyborcza, dans "Przekrój", le magazine "Forbes", le bimensuel "Magazyn Wino" et le mensuel "Kuchnia".
Il est l'auteur avec Wojciech Bońkowski du premier guide œnologique polonais "Wina Europy (les Vins de l'Europe)".
Il a reçu en 2002 la grande médaille de la francophonie de l'Académie française.
En 2012 il a obtenu le prix Nike pour Książka twarzy.

### Essais et romans
- Czarny człowiek. Zygmunt Krasiński wobec śmierci [L'Homme noir. Zygmunt Krasinski et la mort], IBL, 1990.
- Terminal, PIW, 1994
- Melancholia. O tych, co nigdy nie odnajdą straty [La Mélancolie. De ceux qui ne retrouveront jamais leur perte], Sic!, 1998
- Tworki, Sic!, 1999 (nommé pour le prix Nike et lauréat du  prix Władysław Reymont en 2000)
- Kroniki wina [Chroniques du vin], Sic!, 2001
- Oczy Dürera. O melancholii romantycznej [Les Yeux de Dürer. De la mélancolie romantique], Sic!, 2002
- Przezroczystość [Transparence], Znak, 2007
- Książka twarzy [Le Livre des visages], Świat Książki, 2011 (prix Nike 2012)

### Ouvrages disponibles en français
- Marek Bieńczyk, Terminal, Gallimard, 1997, traduit par Jean-Yves Erhel
- Marek Bieńczyk, Tworki, Coll. Denoël & d’ailleurs, 2007,  (ISBN 2-207-25630-8), traduit par Nicolas Véron[2]